# Alsótelekes
Alsótelekes (hongrois : Alsótelekes [ˈɒlʃoːtɛlɛkɛʃ]) est une localité hongroise située dans le comitat de Borsod-Abaúj-Zemplén.

## Site et localisation

### Topographie et hydrographie
Alsótelekes est située à 21 kilomètres de Kazincbarcika et à environ 40 kilomètres au nord de Miskolc, dans une région bordée par les rivières Sajó et Bódva, à proximité du Parc national d'Aggtelek.

## Histoire
Alsótelekes a été fondée il y a environ 200 ans. Avant la réforme administrative de 1950, elle faisait partie du district d'Edelény dans l'ancien comitat de Borsod. À ses débuts, la population vivait principalement de l'agriculture, avant que l'exploitation minière ne devienne l'activité dominante.
Autrefois, la commune possédait une mine à ciel ouvert d'anhydrite et de gypse, située dans sa périphérie. Un site de calcination et de transformation était également implanté à proximité de la mine, contribuant à l'activité industrielle locale.

## Population

### Minorités culturelles et religieuses
En 2001, la population d'Alsótelekes était composée à 98 % de Hongrois et à 2 % de Roms.
Lors du recensement de 2011, 98,6 % des habitants s'identifiaient comme Hongrois, tandis que 8,9 % se déclaraient Roms et 0,7 % Allemands (les identités multiples pouvant faire dépasser le total de 100 %). Concernant l'appartenance religieuse, 73,3 % de la population était catholique romaine, 10,3 % réformée, 1,4 % grecque-catholique, tandis que 1,4 % se déclaraient sans confession et 13,7 % n'ont pas répondu.
En 2022, la part de la population s'identifiant comme Hongroise a légèrement diminué pour atteindre 93,4 %, tandis que 0,8 % des habitants se déclaraient Slovaques et 5,8 % n'ont pas souhaité répondre.
Sur le plan religieux, 53,7 % des habitants se déclaraient catholiques romains, 8,3 % réformés, 4,1 % grecs-catholiques, tandis que la proportion de personnes sans appartenance religieuse s'élevait à 18,2 %. 12,4 % des habitants n'ont pas répondu à la question sur la religion.

## Équipements

### Réseaux extra-urbains
La localité est traversée par la route 2607, mais son centre habité n'est accessible que par une route secondaire, la 26 107, qui se détache au kilomètre 15,300 de la première et porte le nom de Béke út dans le village.
Les localités voisines sont Felsőtelekes (3 km) et Szuhogy (4 km). Les villes les plus proches sont Rudabánya et Szendrő, toutes deux situées à 9 kilomètres, ainsi que Kazincbarcika, à 25 kilomètres.